# Борова (гміна Щерцув)
Борова (пол. Borowa) — село в Польщі, у гміні Щерцув Белхатовського повіту Лодзинського воєводства.
Населення — 127 осіб (2011).
У 1975-1998 роках село належало до Пйотрковського воєводства.

## Демографія
Демографічна структура станом на 31 березня 2011 року:
|          | Загалом | Допрацездатний вік | Працездатний вік | Постпрацездатний вік |
| -------- | ------- | ------------------ | ---------------- | -------------------- |
| Чоловіки | 67      | 17                 | 43               | 7                    |
| Жінки    | 60      | 12                 | 32               | 16                   |
| Разом    | 127     | 29                 | 75               | 23                   |

## Сусідні гміни
1. Гміна Чермін
2. Гміна Гавлушовіце
3. Гміна Мелець
4. Гміна Поланець